# Antonia Hillberg
Antonia Hillberg (* 1997 in Hildesheim) ist eine deutsche Politikerin (SPD) und direkt gewählte Abgeordnete des 19. Landtags von Niedersachsen.

## Leben und Politik
Hillberg wuchs im Hildesheimer Stadtteil Itzum auf und legte 2016 an der Robert-Bosch-Gesamtschule die Abiturprüfung ab. 2013 erhielt sie ein Stipendium des Parlamentarischen Patenschafts-Programms für ein Austauschjahr an einer Highschool in der Nähe von Boston. Nach dem Abitur machte sie ein Freiwilliges Soziales Jahr in der politischen Bildung und nahm im Anschluss ein Studium der Rechtswissenschaften an der Universität Hannover auf. Dabei war sie auch in der Studierendenvertretung tätig und unter anderem Präsidentin des studentischen Rates. Nach einem Wechsel an die Universität Potsdam schloss Hillberg ihr Studium als Bachelor of Laws (LL.B.) ab.
Seit ihrem 16. Geburtstag ist Hillberg Mitglied der SPD. Seit den Kommunalwahlen in Niedersachsen 2021 ist sie Mitglied des Kreistages im Landkreis Hildesheim. Nach der Landtagswahl 2017 war sie studentische Mitarbeiterin des Landtagsabgeordneten Bernd Lynack. Bis 2022 war sie zudem Mitarbeiterin in der Presse- und Informationsstelle der Niedersächsischen Staatskanzlei.
Bei der Landtagswahl in Niedersachsen 2022 trat sie für die SPD auf Platz 52 der Landesliste und als Direktkandidatin für den Wahlkreis Hildesheim an. Diesen gewann sie mit 32,7 % vor dem Kandidaten der CDU, der 29,0 % errang.